# هيلينا أريكسون
هيلينا أريكسون (بالسويدية: Helena Eriksson)‏ هي كاتِبة ومترجمة وشاعرة سويدية، ولدت في 1962 في نيشوبينغ في السويد.